# 羅鵾
羅鵾（15世紀—16世紀），字雲漢，南直隸淮安府宿遷縣人，明朝政治人物。

## 生平
羅鵾是天順三年（1459年）的舉人，成化二年（1466年）成進士，獲授太常寺博士，到十四年（1478年）因迎養父母路途遙遠請求改任南京，轉任南京福建道監察御史，二十年（1484年）外任江西按察司僉事。
羅鵾任官前曾預先為祖父製作送終用品，某天夢見祖父生病後立刻趕回家，到達時發現祖父已臨死，於是使用那些物資，並得知做夢當天正是祖父生病之日，人們都說上天被他的孝誠感動。後來他改任山西僉事，弘治五年（1492年）被朝廷以長期生病為由要求致仕，家居樸素無車馬，死後入祀鄉賢祠，孫子羅迥曾任金鄉、清河訓導，以孝順聞名。

## 引用
1. 1 2  民國《宿遷縣志·卷十四·人物上》：羅鵾，字雲漢，成化二年進士，授大常博士轉御史，以迎養道遠乞改南臺，轉江西按察使僉事，預為祖製送終之具。一夕夢祖病，即遣使持歸，至則已屬纊，遂用之，其夢與祖之病日適符，人以為孝誠所感。後改山西僉事以疾歸，家居儒素，門無車馬，卒祀鄉賢，孫迥任金鄉、清河訓導，以孝聞。
2. ↑  民國《宿遷縣志·卷九·選舉》：羅鵾 溥孫，天順己卯科（舉人），見進士
3. ↑  《明憲宗純皇帝實錄·卷一百八十二》：（成化十四年九月）庚午授都察院問刑愽士羅鵾南京福建道監察御史。
4. ↑  《明憲宗純皇帝實錄》·卷二百四十八：（成化二十年正月）壬子陞監察御史鄧杞、陳英、馬隆、賀元忠，南京監察御史楊溥、羅鵾、嚴萱、梅江，刑部員外郎卜同，南京刑部員外郎楊澤，刑科給事中劉懋，大理寺右寺副李旻，南京大理寺左寺副董綱，右寺副黃錀俱為按察司僉事，溥、旻陜西，鵾、萱江西，杞、同湖廣，英、澤廣東，隆山西，綱雲南，元忠河南，江四川，懋浙江，錀廣西。
5. ↑  《明孝宗敬皇帝實錄·卷六十二》：（弘治五年四月）丙午命山西布政司左參議徐莊、按察司僉事羅鵾致仕，以廵撫都御史楊澄言二人久病妨政也。